# Ben Cloostermans
Ben Cloostermans is een Belgisch jiujitsuka.

## Levensloop
In mei 2015 won het samen met Bjarne Lardon de Grandslam Parijs Open in het onderdeel 'duo', hun eerste deelname bij de senioren. Ook behaalde het duo dat jaar zilver op de wereldkampioenschappen in het Thaise Bangkok.
In 2016 behaalde het duo goud op het EK te Gent en een zilveren medaille op het WK in het Poolse Wrocław. Voorts wonnen ze dat jaar de Grandslam Parijs Open en behaalden ze zilver op de Grandslams Balkan Open en German Open. Ten slotte stonden ze ook op de eerste plaats in de wereldranking.
Op de Wereldspelen van 2017 in het Poolse Wroclaw behaalden ze brons. Tevens behaalden ze dat jaar goud (team) en brons (duo) op het WK in het Colombiaanse Bogota.